# Fredrik Andersson Hed

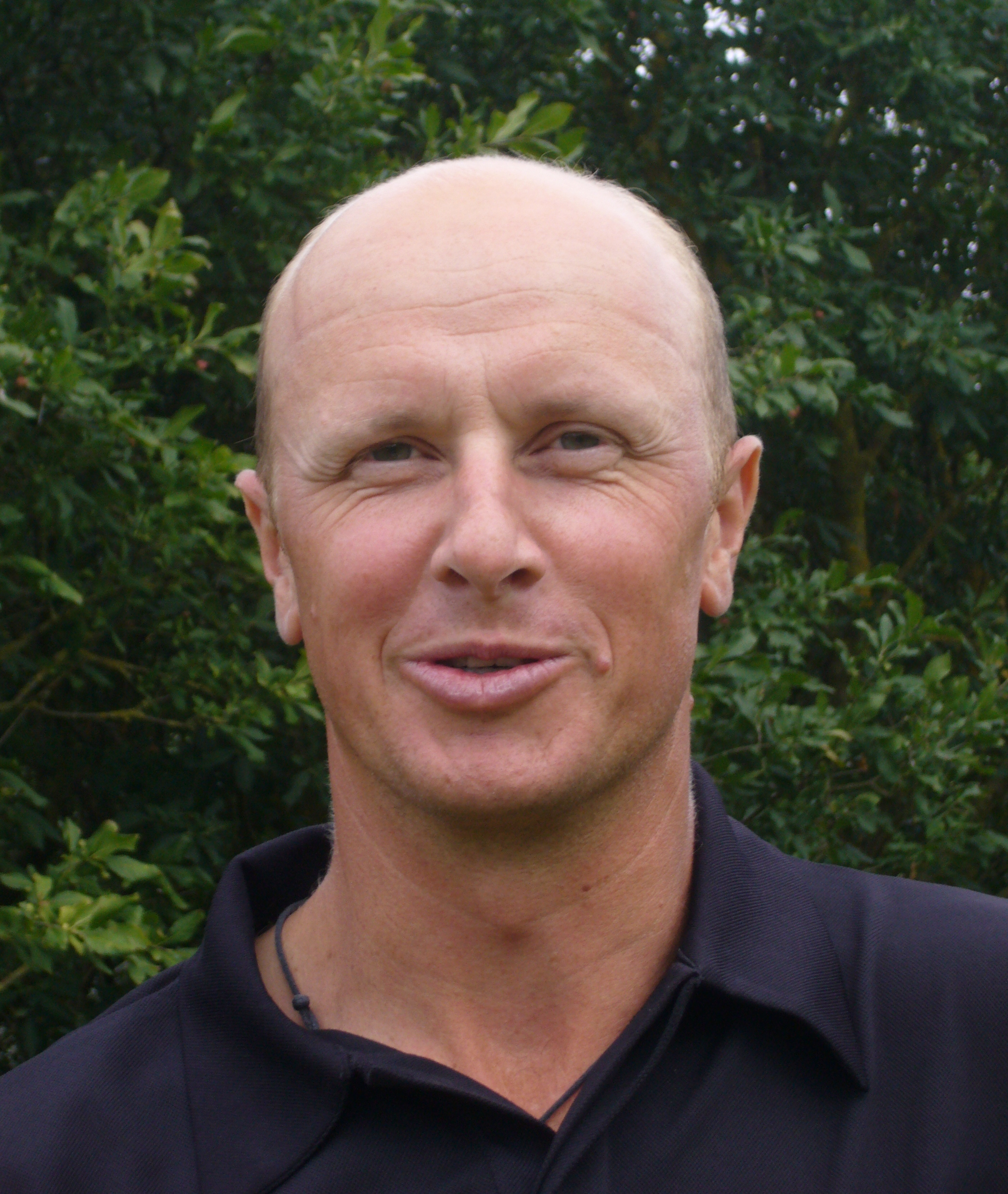
Fredrik Andersson Hed (2009)

Fredrik Andersson Hed (* 20. Januar 1972 in Halmstad; † 24. Oktober 2021 ebenda) war ein schwedischer Profigolfer. Er gewann das Italian Open 2010.

## Leben
Andersson Hed wurde 1992 Profi. Er errang zwei Siege auf der Challenge Tour, aber auf European-Tour musste er sich immer wieder über die Qualifying School qualifizieren.
Andersson Hed gewann seinen ersten Titel auf der European Tour bei den BMW Italian Open 2010 im Royal Park bei Turin bei seinem 245. Versuch. Zwei Wochen später wurde er zusammen mit Luke Donald Zweiter bei der BMW PGA Championship 2010 im Wentworth Club, dem wichtigsten Turnier der European Tour. Er landete einen Schlag hinter dem Sieger Simon Khan. 2010 war sein bestes Jahr auf der European Tour, als er in der Jahresendwertung den 22. Platz belegte. Außerdem wurde er fünf weitere Male Zweiter auf der European Tour: 2003 Madeira Island Open, 2007 Valle Romano Open de Andalucia, 2011 Barclays Scottish Open, 2012 UBS Hong Kong Open und 2012 Omega European Masters.
Bis zu seiner Heirat im Jahr 2004 trug er den Namen Fredrik Andersson und fügte dann den Nachnamen seiner Frau hinzu. Er starb 2021 an Krebs und hinterließ zwei Kinder.